# Björklinge-Skuttunge-Viksta pastorat
Björklinge-Skuttunge-Viksta pastorat är ett pastorat inom Svenska kyrkan i Upplands Västra kontrakt av Uppsala stift. 
Pastoratskod är 010904.

## Administrativ historik
Pastoratet bildades som flerförsamlingspastorat 1962 under namnet Björklinge-Skuttunge-Viksta pastorat av  Björklinge, Skuttunge och Viksta församlingar. Pastoratet namnändrades eventuellt 2006 till Björklinge pastorat, men har 2014 återigen det ursprungliga namnet.

## Series pastorum
Kyrkoherde är sedan 2021 Hanna Carlsten